# Psychotria diploneura
Psychotria diploneura är en måreväxtart som först beskrevs av Karl Moritz Schumann, och fick sitt nu gällande namn av Diane Mary Bridson och Bernard Verdcourt. Psychotria diploneura ingår i släktet Psychotria och familjen måreväxter. Inga underarter finns listade i Catalogue of Life.